# Борхабад
Борхабад (ісп. Borjabad) — муніципалітет в Іспанії, у складі автономної спільноти Кастилія-і-Леон, у провінції Сорія. Населення — 43 особи (2010).
Муніципалітет розташований на відстані близько 170 км на північний схід від Мадрида, 24 км на південь від Сорії.
На території муніципалітету розташовані такі населені пункти: (дані про населення за 2010 рік)
- Борхабад: 31 особа
- Вальдеспіна: 12 осіб

## Демографія
Динаміка населення (INE ):

## Галерея зображень

Розташування муніципалітету Борхабад